# 成都地铁7号线
成都地铁7号线是位于四川省成都市，隶属于成都地铁的一条环状地铁线，线路代表色为天蓝色，于2017年12月6日投入运营。成都地铁7号线为环线，基本沿中环路前行，北侧沿二环路前行，全长38.61公里，设车站31个，其中换乘站18座，串联成都站、成都南站、成都东站3个重要交通枢纽，并与城市快速轨道交通和市域轨道交通的放射线大多数线路相交。地铁采用A型车，初期、近期、远期采用6辆编组。系统最大设计运输能力可达5.58万人次每小时，最高时速80千米。

## 大事记
- 2010年

成都地铁7号线线路图

  - 2月6日，成都地铁7号线第一个车站，与2号线及成都东站同体合建工程的成都东客站主体结构在经历7个月的建设后，宣告封顶[6]；
- 2012年
  - 11月27日，成都轨道交通集团官网公布了《成都地铁7号线工程环境影响评价补充公示》（以下简称《公示》），全线31座站点设置首次详细披露[7]；
- 2013年
  - 9月16日，四川省发改委下达了《关于成都市地铁7号线工程可行性研究报告的批复》，正式批复同意建设成都市地铁7号线工程[8]；
- 2014年
  - 5月14日，由中铁八局一公司承建的成都地铁7号线东坡路站主体结构，成为7号线在建的31个站点中较早封顶的车站[9]；
- 2015年
  - 3月20日，由中铁五局成都工程公司承建的成都地铁7号线武侯大道站主体结构完成封顶[10]；
  - 5月18日，随着花照壁站、一品天下站主体结构最后一段顶板混凝土浇筑完成，标志着成都地铁7号线工程西半环除太平园站外，所有车站主体结构全部封顶[11]；
- 2016年
  - 4月5日，7号线于驷马桥基地开始铺轨作业，标志着成都地铁7号线工程正式进入铺轨阶段[12]；
  - 8月8日，总建筑面积18.29万平方米的崔家店停车场主体结构封顶，标志着成都地铁首个地下停车场主体结构完工[13]；
  - 9月14日，随着成都地铁7号线太平园站至武侯大道站右线盾构机在武侯大道站顺利出洞，标志着成都地铁7号线实现洞通，比原定洞通节点目标提前31天[14]；
  - 12月18日，成都地铁7号线工程实现全线轨通[15]；
- 2017年
  - 1月25日，成都地铁7号线工程提前40天实现全线“电通”[16]；
  - 4月28日，成都地铁7号线正线“热滑”工作完成[17]；
  - 5月10日，成都地铁7号线进入动车调试阶段[18]；
  - 8月8日，成都地铁7号线启动空载试运行；
  - 9月27日，成都地铁7号线正全面开展空载试运行[19]；
  - 11月22日，成都地铁7号线综合联调完成[20]；
  - 11月23日，成都地铁7号线车站全部亮相[21]；
  - 11月29日，成都地铁7号线通过试运营专家评审[22]；
  - 12月6日8:50，成都地铁7号线正式开通试运营[2][23]。
- 2021年12月16日，成都地铁7号线工程荣获中国建设工程鲁班奖（国家优质工程），这是成都地铁第一次问鼎我国建筑行业工程质量最高荣誉奖项。[1]

## 车站
成都地铁7号线全长38.61km，全为地下线，设地下车站31座，以外环与内环两种线路模式运行。全线设川师车辆段与综合基地（地下）1座，並设崔家店控制中心及停车场各1处。设置川师车辆段及崔家店停车场、主变电所3座。
7号线外侧为上行方向，内侧为下行方向。因此其车站编号是沿上行方向依次增大，与其他线路相反。

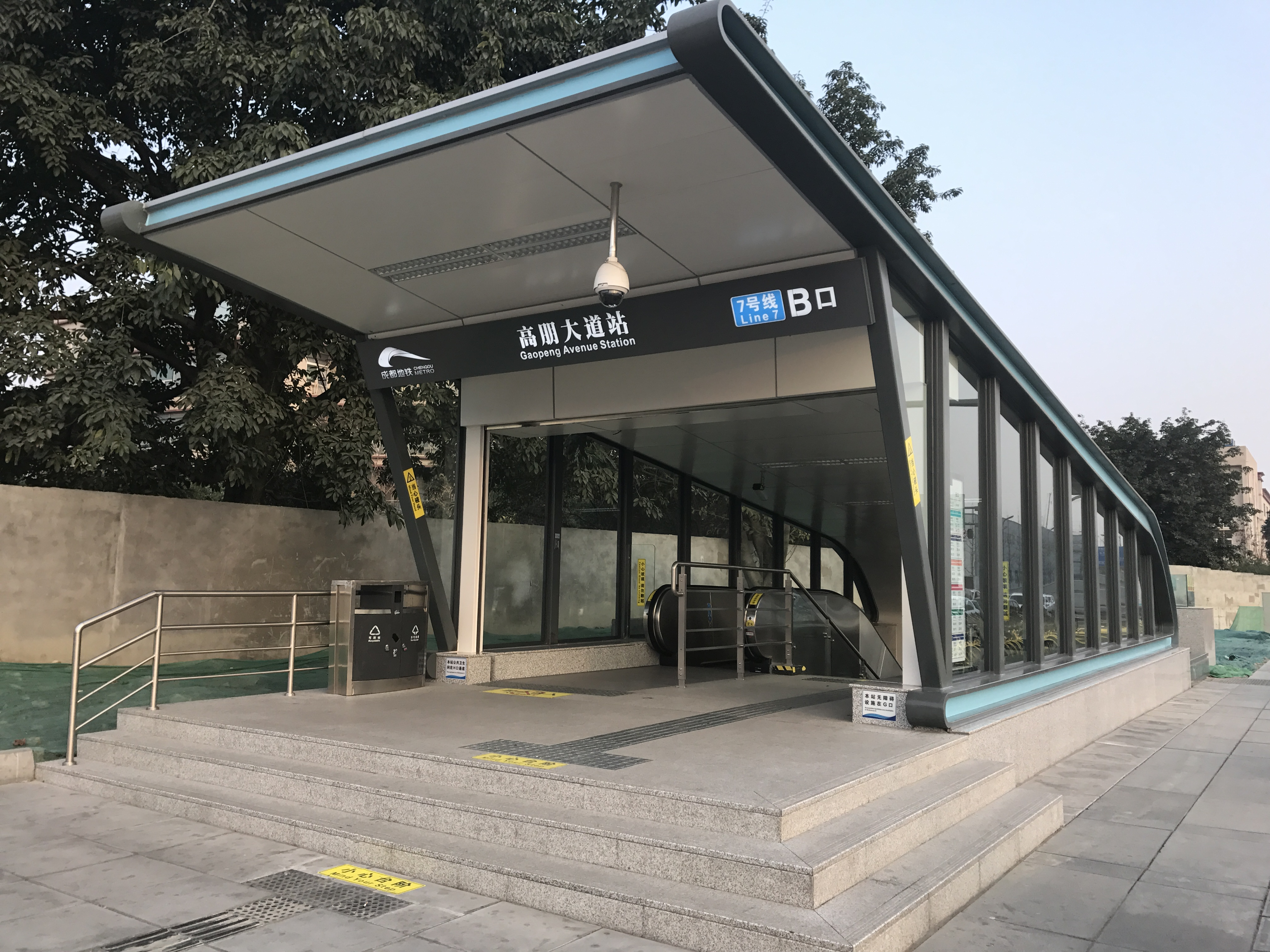
7号线标志色出入口(高朋大道站)

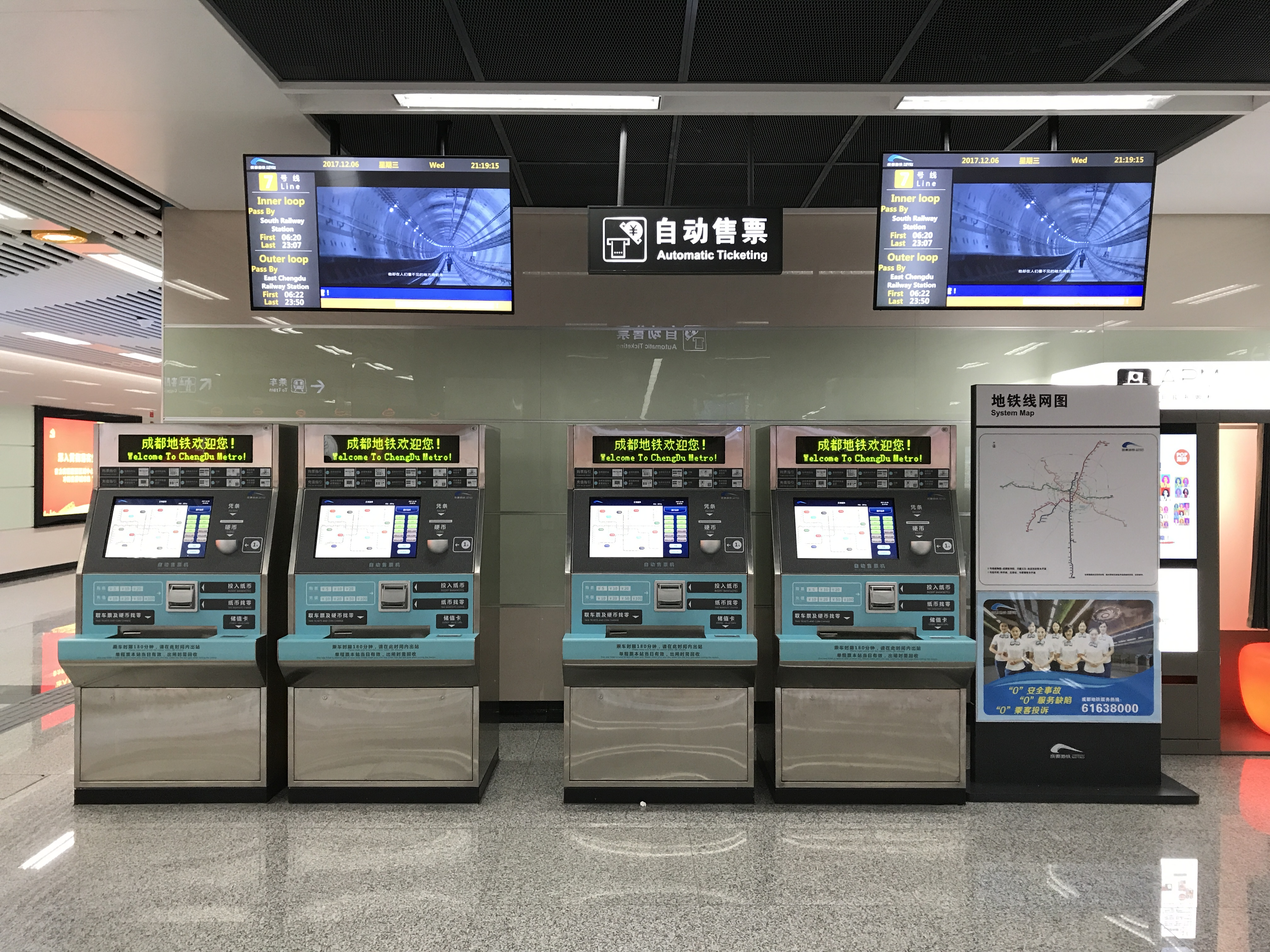
7号线标志色自动售票机(狮子山站)

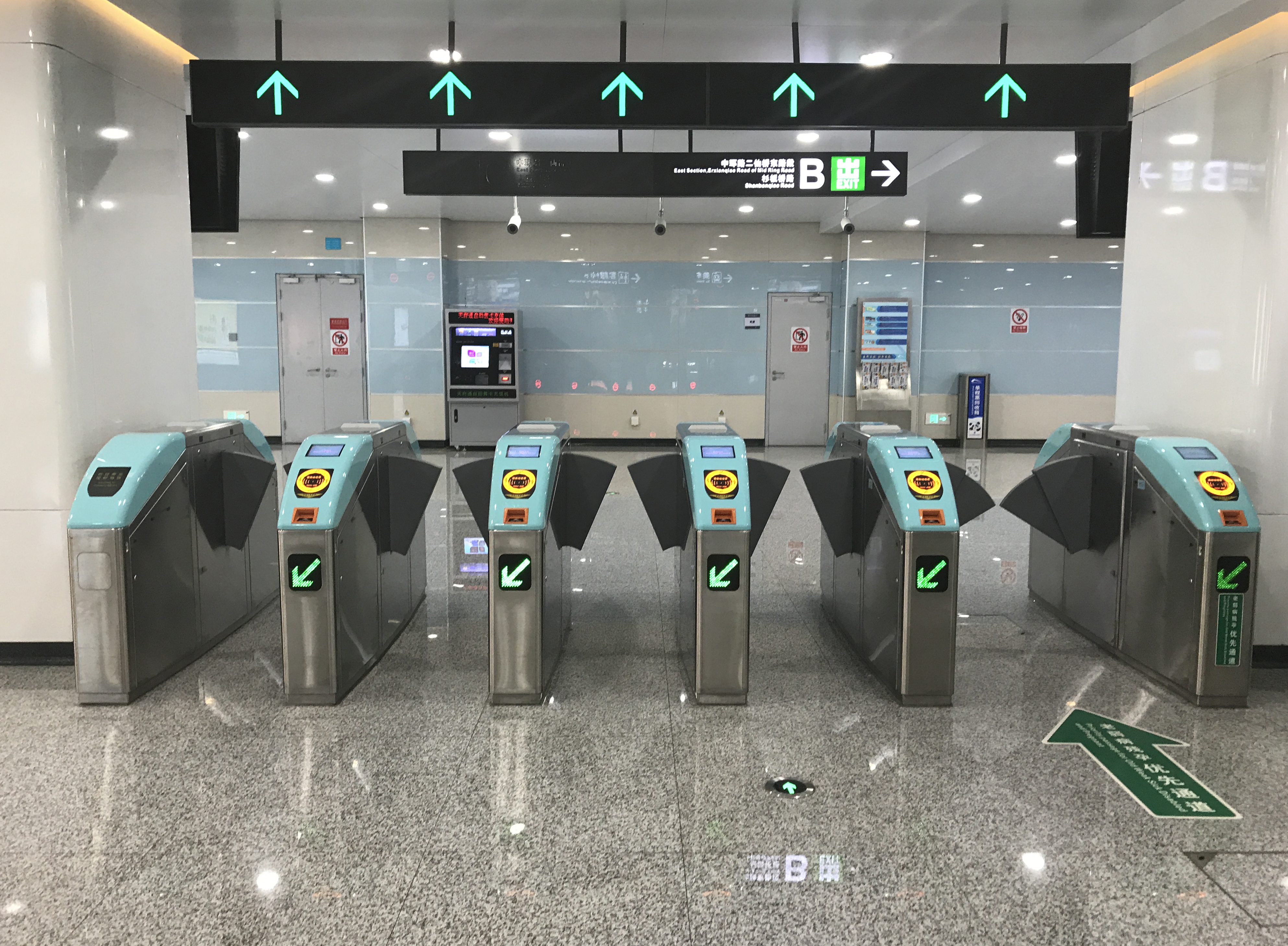
7号线标志色闸机(理工大学站)

| 成都地铁7号线车站列表 |            |                                  |               |              |              |          |              |                                 |                     |
| 车站编号              | 车站名称   | 英文名称                         | 开通日期      | 里程（公里） | 里程（公里） | 车站类型 | 车站类型     | 换乘线路                        | 所在地              |
| 车站编号              | 车站名称   | 英文名称                         | 开通日期      | 站间         | 累计         | 位置     | 站台         | 换乘线路                        | 所在地              |
| ↑↑环线（内环方向）↑↑  |            |                                  |               |              |              |          |              |                                 |                     |
| 0701                  | 火车北站   | North Railway Station            | 2017年12月6日 | 2.019        | 38.604       | 地下     | 岛式站台     | 1号线 0103 18号线 1801 成都站   | 金牛区              |
| 0702                  | 北站西二路 | 2nd Beizhan West Road            | 2017年12月6日 | 0.746        | 0.746        | 地下     | 岛式站台     | 5号线 0517                      | 金牛区              |
| 0703                  | 九里堤     | Jiulidi                          | 2017年12月6日 | 0.838        | 1.584        | 地下     | 岛式站台     |                                 | 金牛区              |
| 0704                  | 西南交大   | Southwest Jiaotong University    | 2017年12月6日 | 0.810        | 2.394        | 地下     | 岛式站台     | 6号线 0618                      | 金牛区              |
| 0705                  | 花照壁     | Huazhaobi                        | 2017年12月6日 | 0.865        | 3.259        | 地下     | 岛式站台     |                                 | 金牛区              |
| 0706                  | 茶店子     | Chadianzi                        | 2017年12月6日 | 1.022        | 4.281        | 地下     | 岛式站台     |                                 | 金牛区              |
| 07                    | 一品天下   | Yipintianxia                     | 2017年12月6日 | 1.263        | 5.544        | 地下     | 岛式站台     | 2号线 0224                      | 金牛区              |
| 0708                  | 金沙博物馆 | Jinsha Site Museum               | 2017年12月6日 | 1.565        | 7.109        | 地下     | 岛式站台     |                                 | 青羊区              |
| 0709                  | 文化宫     | Culture Palace                   | 2017年12月6日 | 0.718        | 7.827        | 地下     | 岛式站台     | 4号线 0417                      | 青羊区              |
| 0710                  | 东坡路     | Dongpo Road                      | 2017年12月6日 | 1.154        | 8.981        | 地下     | 岛式站台     | 13号线 1317                     | 青羊区              |
| 0711                  | 龙爪堰     | Longzhuayan                      | 2017年12月6日 | 1.108        | 10.089       | 地下     | 岛式站台     | 17号线 17                       | 武侯区              |
| 0712                  | 武侯大道   | Wuhou Avenue                     | 2017年12月6日 | 1.631        | 11.720       | 地下     | 岛式站台     |                                 | 武侯区              |
| 0713                  | 太平园     | Taipingyuan                      | 2017年12月6日 | 1.544        | 13.264       | 地下     | 岛式站台     | 3号线 0326 10号线 1007          | 武侯区              |
| 0714                  | 高朋大道   | Gaopeng Avenue                   | 2017年12月6日 | 1.523        | 14.787       | 地下     | 岛式站台     | 8号线 0822                      | 武侯区 （高新南区） |
| 0715                  | 神仙树     | Shenxianshu                      | 2017年12月6日 | 1.628        | 16.415       | 地下     | 岛式站台     | 5号线 0527                      | 武侯区 （高新南区） |
| 0716                  | 火车南站   | South Railway Station            | 2017年12月6日 | 1.870        | 18.285       | 地下     | 西班牙式站台 | 1号线 0113 18号线 1805 成都南站 | 武侯区 （高新南区） |
| 0717                  | 三瓦窑     | Sanwayao                         | 2017年12月6日 | 1.162        | 19.447       | 地下     | 岛式站台     |                                 | 武侯区 （高新南区） |
| 0718                  | 琉璃场     | Liulichang                       | 2017年12月6日 | 2.207        | 21.654       | 地下     | 岛式站台     | 6号线 0631                      | 锦江区              |
| 0719                  | 四川师大   | Sichuan Normal University        | 2017年12月6日 | 1.645        | 23.299       | 地下     | 岛式站台     | 13号线 1306                     | 锦江区              |
| 0720                  | 狮子山     | Shizishan                        | 2017年12月6日 | 1.126        | 24.425       | 地下     | 岛式站台     |                                 | 锦江区              |
| 0721                  | 大观       | Daguan                           | 2017年12月6日 | 1.071        | 25.496       | 地下     | 岛式站台     |                                 | 成华区              |
| 0722                  | 成都东客站 | Chengdu East Railway Station     | 2017年12月6日 | 1.167        | 26.663       | 地下     | 岛式站台     | 2号线 0211 成都东站             | 成华区              |
| 0723                  | 迎晖路     | Yinghui Road                     | 2017年12月6日 | 0.996        | 27.659       | 地下     | 岛式站台     |                                 | 成华区              |
| 0724                  | 槐树店     | Huaishudian                      | 2017年12月6日 | 1.311        | 28.970       | 地下     | 岛式站台     | 4号线 0406                      | 成华区              |
| 0725                  | 双店路     | Shuangdian Road                  | 2017年12月6日 | 0.901        | 29.871       | 地下     | 岛式站台     |                                 | 成华区              |
| 0726                  | 崔家店     | Cuijiadian                       | 2017年12月6日 | 0.951        | 30.822       | 地下     | 岛式站台     |                                 | 成华区              |
| 0727                  | 理工大学   | Chengdu University of Technology | 2017年12月6日 | 1.040        | 31.862       | 地下     | 岛式站台     | 8号线 08                        | 成华区              |
| 0728                  | 二仙桥     | Erxianqiao                       | 2017年12月6日 | 1.114        | 32.976       | 地下     | 岛式站台     | 17号线 1706                     | 成华区              |
| 0729                  | 八里庄     | Balizhuang                       | 2017年12月6日 | 1.067        | 34.043       | 地下     | 岛式站台     |                                 | 成华区              |
| 0730                  | 府青路     | Fuqing Road                      | 2017年12月6日 | 1.336        | 35.379       | 地下     | 岛式站台     |                                 | 成华区              |
| 0731                  | 驷马桥     | Sima Bridge                      | 2017年12月6日 | 1.206        | 36.585       | 地下     | 岛式站台     | 3号线 0314                      | 成华区              |
| ↓↓环线（外环方向）↓↓  |            |                                  |               |              |              |          |              |                                 |                     |
| 论 编                 |            |                                  |               |              |              |          |              |                                 |                     |

### 内装风格
成都地铁7号线文化概念主题为“城市动脉，炫彩蓉城”。
全线按艺术设计划分为三个层级：设重点艺术站8座（金沙博物馆站、太平园站、理工大学站、驷马桥站、一品天下站、狮子山站、西南交大站、九里堤站），艺术站5座（二仙桥站、神仙树站、花照壁站、火车北站、成都东客站），标准站18座。

### 主色系
全线按东南西北方位划分为四段，分别对应春夏秋冬四种色系，东段对应春——绿色（崔家店站、槐树店站、双店路站、迎晖路站、大观站、四川师大站），南段对应夏——红色（火车南站、三瓦窑站、琉璃场站、高朋大道站），西段对应秋——黄色（文化宫站、茶店子站、东坡路站、龙爪堰站、武侯大道站），北段对应冬——蓝色（北站西二路站、八里庄站、府青路站）。四个区段从大的装饰层面统一各站色调，柱面、墙面、个性区天花色彩相互呼应，通过太阳神鸟的造型灯具以及祥云图案做为共性文化元素贯穿全线共性区天花，地面铺装则采用常规的白麻花岗岩，注重美观性和实用性。

## 车辆
成都地铁7号线车辆由中车青岛四方机车车辆、中车成都机车车辆、成都中车四方轨道车辆制造，于2016年9月完成首列下线。7号线车辆为“四动二拖”六辆编组交流传动A2型地铁车辆，采用铝合金车体，车辆的连接采用半自动车钩及半永久牵引杆；客室侧门为双扇电动内藏门、客室侧墙安装单元式车窗，采用大贯通道、内部全列贯通；人性化美工及内装设计，设LCD播放显示屏与门区LCD电子地图；全列空调与废排通风系统，司机室不设独立空调；采用无摇枕转向架；采用网络列车控制系统，采用IGBT作为开关元件的VVVF逆变交流牵引系统；采用数字模拟式电空制动系统，电空联合制动。

7号线列车内部细节
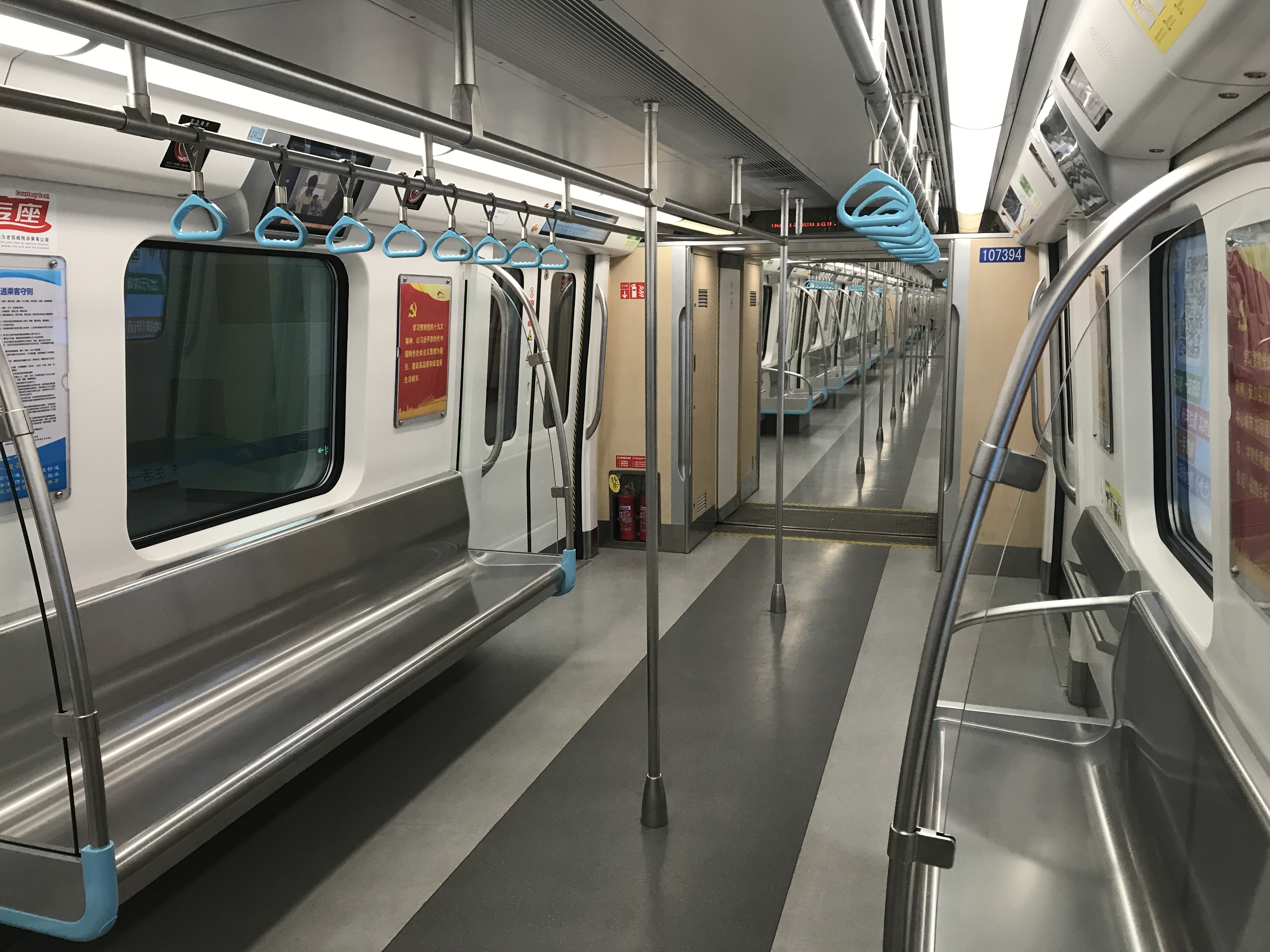
7号线列车车厢内部
7号线列车LCD屏幕的显示全部站点模式
7号线列车LCD屏幕的显示前方到站模式，圈中数字为预计还需行驶的分钟数
7号线列车LCD屏幕的显示车厢与站台相对位置模式

### “多彩的金沙王国”主题列车

成都地铁7号线“多彩的金沙王国”主题列车内部
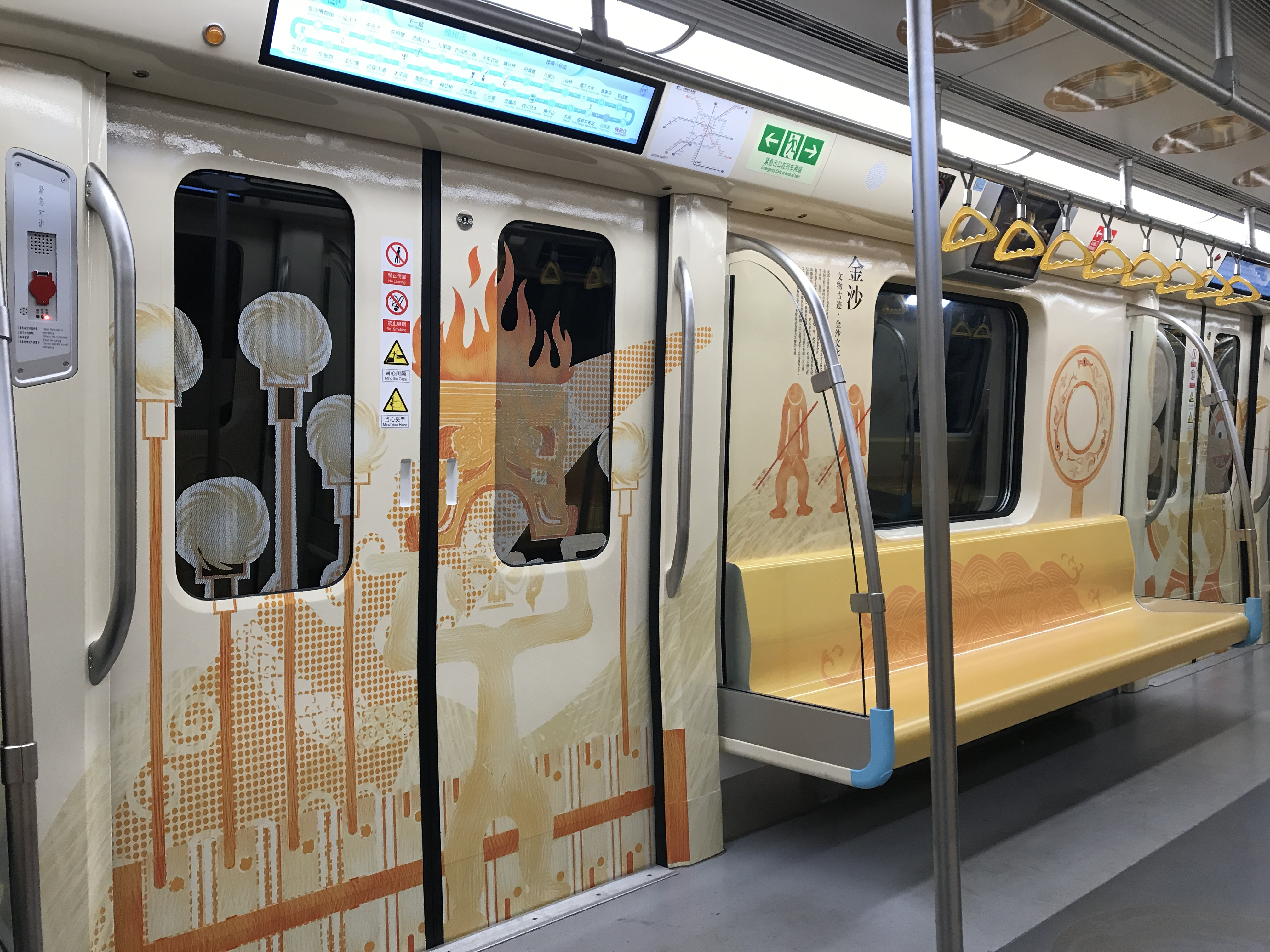

成都地铁7号线金沙文化主题列车以“多彩的金沙王国”为主题，展现3000年前金沙文明的璀璨与辉煌。
整个车体和车厢内部主色调为金色，以太阳、神鸟、眼睛三大图腾符号为核心设计元素，同时选取了金沙遗址博物馆出土的重要文物，如大黄金面具、铜立人、铜人形器、象牙等，以中国画的水墨意境，形成4幅主题画面——骑神鸟的射箭者、手捧祭坛的大祭司、守护祭坛和太阳神鸟的金沙武士，以及祭坛圣火中锻造的黄金面具，模仿敦煌壁画的表现形式，分别绘制于车厢内部每扇车门以及司机门上，营造出见证一场盛大的祭祀仪式，感受金沙先民献祭天神、祈求平安幸福的场景。还将鱼类、金形蛙器、带柄有领青铜器等图腾和文物进行艺术处理，提炼出若干个设计小元素，贯穿于车体、车窗、车厢墙面等处，车厢地面、顶棚均以太阳神鸟金饰图案作为点缀，四只神鸟簇拥的广告框、以金沙出土文物造型为灵感设计的把手，以及椅背的黄色带山背景等细节，展现出原汁原味的金沙文化，在地铁车厢内打造出一个移动的小型“金沙博物馆”。而在车体外侧的图案则绘制出重影效果，当列车驶过站台时，让车站候车的乘客也能一秒“穿越”到金沙王国。

## 未来发展
7号线所有车站与区间已全部建成，是成都现有地铁线路中唯一没有后期建设规划的线路。
其他线路建设或规划中的7号线换乘站：
- 火车北站： 18号线
- 茶店子： 12号线
- 文化宫： 4号线  11号线
- 东坡路： 13号线
- 龙爪堰： 17号线
- 三瓦窑： 23号线
- 四川师大： 13号线  20号线
- 狮子山： 11号线
- 大观： 20号线
- 成都东客站： 2号线  20号线
- 双店路： 12号线
- 二仙桥： 17号线
- 府青路： 23号线
- 驷马桥： 3号线  10号线

## 争议

### 三-琉区间下穿东苑
三瓦窑站-琉璃场站区间需在东苑小区附近设置弯道，涉及下穿该小区。施工方案计划穿过小区A区超宽楼栋之间区域，后由于业主反对，改为小半径曲线绕过小区。此事后来被27号线类似事件业主引用，希望能遵循此例，唯最终收获不同结果。